# Birger Mörk
Knut Birger Mörk (Magnusson), född 14 november 1919 i Gävle, död 20 juli 2010 i Uddevalla, var en svensk målare, tecknare och grafiker.
Han var son till smeden Otto Magnusson och Edla Hedfelt och från 1943 gift med Greta Olde-Holmberg.
Mörk studerade vid Edvin Ollers målarskola i Stockholm, samt en del teknikkurser han företog senare studieresor till Frankrike, Italien, Sicilien och Norge. Han debuterade med en separatutställning i Gävle 1943 och har därefter haft ett otaliga separatutställningar bland annat på Konstnärshuset i Stockholm. Tillsammans med Lars Stenstad och Gunnar Allvar ställde han ut i Ronneby 1955 och tillsammans med sin fru och Emil Näsman ställde han ut i Örebro konsthall. Han har medverkat i Sveriges allmänna konstförening och Konstfrämjandets samlingsutställningar.
Hans konst består av  målningar i olja, akvarell och emalj, samt träsnitt i svartvitt och färg. 
Bland hans offentliga arbeten märks utsmyckningen med altarmålningar i triptyk för Famnen i Traneberg och i Riksby, Stockholm, samt polykrom träskulptur till Hjulsta bostadsområde i Stockholm, emaljmålningar för Unilever i Stockholm och London samt altartavlan i Sankt Ansgars kyrka. 
Mörk är representerad vid Moderna museet i Stockholm, Malmö museum, Göteborgs konstmuseum, Värmlands museum, Örebro läns museum, Gävle museum, Östergötlands museum i Linköping, Borås konstmuseum, Norrköpings konstmuseum och i Örnsköldsvik kommuns konstsamling.
Han var en av initiativtagarna till bildandet av Konstnärernas centralköp 1962.